# Markéta Bednářová
Markéta Bednářová, née Mokrošová, née le 17 avril 1981 à Nové Město na Moravě, est une joueuse de basket-ball tchèque, évoluant au poste d'arrière-ailière.

## Clubs
- TJ ŽĎAS Žďár nad Sázavou
- 2004- 2011 : USK Prague[1]

## Palmarès
- Championnat du monde de basket-ball féminin
  -  Médaille d'argent au Championnat du monde 2010 au République tchèque
  - 6e au Championnat du monde 2006 au Brésil
  - Championne du monde des moins de 21 ans en 2003
- championnat d'Europe
  -  Médaille d'or du championnat d'Europe 2005 en Turquie